# Mircenol
El mircenol (IUPAC: 2-metil-6-metilenoct-7-en-2-ol) és un compost orgànic. Aquest terpenoide és un dels components de l'oli essencial de lavanda. També es troba a la planta del llúpol (Humulus lupulus).

## Producció industrial
El mircenol s'obté industrialment del mircè per hidroaminació de l'1,3-diè, seguida d'una hidròlisi i la desaminació catalitzada amb pal·ladi.
Com a 1,3-diè, el mircenol pot reaccionar a través de reaccions de Diels-Alder amb alguns dienòfils com l'acroleïna per donar lloc als derivats de ciclohexè emprats com a fragàncies.